# Pachyrhizus ahipa
Espèce
Pachyrhizus ahipa est une espèce de plantes à fleurs dicotylédones de la famille des Fabaceae, sous-famille des Faboideae. C'est une plante herbacée originaire d'Amérique du Sud.
C'est une vivace qui produit une grosse racine tubérisée riche en amidon. Cette racine est comestible, tandis que le reste de la plante contient des substances qui peuvent être toxiques pour l'homme, notamment de la roténone qui est un insecticide.

## Taxinomie

### Synonymes
Selon Plants of the World online (POWO) (21 janvier 2022) :
- Dolichos ahipa Wedd.
- Pachyrhizus ahipa var. albiflora Parodi
- Pachyrhizus ahipa var. violacea Parodi

### Liste des variétés
Selon Tropicos (21 janvier 2022) (Attention liste brute contenant possiblement des synonymes) :
- Pachyrhizus ahipa var. albifora Parodi
- Pachyrhizus ahipa var. violacea Parodi